# The Big Short
The Big Short (bra: A Grande Aposta; prt: A Queda de Wall Street) é um filme estadunidense de 2015 do gênero comédia dramático-biográfica, dirigido por Adam McKay, com roteiro dele e de Charles Randolph baseado no livro homônimo de Michael Lewis.
Estrelado por Christian Bale, Steve Carell, Ryan Gosling e Brad Pitt, o longa aborda a crise financeira de 2007-2008.

## Prêmios e indicações
| Prêmio/evento      | Categoria                         | Recipiente                   | Resultado |
| ------------------ | --------------------------------- | ---------------------------- | --------- |
| Oscar 2016         | Melhor filme                      |                              | Indicado  |
| Oscar 2016         | Melhor direção                    | Adam McKay                   | Indicado  |
| Oscar 2016         | Melhor ator coadjuvante           | Christian Bale               | Indicado  |
| Oscar 2016         | Melhor roteiro adaptado           | Adam McKay, Charles Randolph | Venceu    |
| Oscar 2016         | Melhor edição                     | Hank Corwin                  | Indicado  |
| Globo de Ouro 2016 | Melhor filme - comédia ou musical |                              | Indicado  |
| Globo de Ouro 2016 | Melhor ator - comédia ou musical  | Steve Carell                 | Indicado  |
| Globo de Ouro 2016 | Melhor ator - comédia ou musical  | Christian Bale               | Indicado  |
| Globo de Ouro 2016 | Melhor roteiro                    | Adam McKay, Charles Randolph | Indicado  |

## Elenco
- Christian Bale - Michael Burry
- Steve Carell - Mark Baum
- Ryan Gosling - Jared Vennett
- John Magaro - Charlie Geller
- Finn Wittrock - Jamie Shipley
- Brad Pitt - Ben Rickert
- Hamish Linklater - Porter Collins
- Rafe Spall - Danny Moses
- Jeremy Strong - Vinny Daniel
- Marisa Tomei - Cynthia Baum
- Melissa Leo - Georgia Hale
- Stanley Wong - Ted Jiang
- Byron Mann - Wing Chau
- Tracy Letts - Lawrence Fields
- Karen Gillan - Evie
- Max Greenfield
- Margot Robbie - Ela mesma[10]
- Selena Gomez - Ela mesma
- Richard Thaler - Ele mesmo[11]
- Anthony Bourdain - Ele mesmo[10]

## Recepção
O filme foi, em geral, bem recebido pela crítica e público. No Metracritic, atingiu uma pontuação de 81/100, com base em 45 críticas. No Rotten Tomatoes, tem uma taxa de aprovação de 88% com base em 319 críticas.